# مالقا موسم 2011–12
يعتبر موسم 2011–12 لنادي مالقا هو الموسم التاسع وعشرين في بطولة دوري الدرجة الأولى الإسبانية (لاليغا). يرأس النادي حاليا الشيخ عبد الله بن ناصر ال ثاني رجل الأعمال القطري والملياردير الذي رصد 100 مليون يورو للتعاقدات الجديدة هذا الصيف من أجل تدعيم صفوف الفريق. وكان آل ثاني اشترى في صيف 2010 النادي الذي دخل مرحلة الإفلاس في فترة رئيس ملقه السابق. في منتصف موسم 2010-11 عين التشيلي مانويل بليجريني مدرب ريال مدريد السابق ليكون المدرب الجديد للفريق بعد أن احتل الفريق المركز 18 في الدوري الأسباني مع المدرب السابق. في مايو 2011 توصل النادي إلى اتفاق مع منظمة اليونسكو على توقيع اتفاق شراكة بين الطرفين لمدة أربع سنوات بهدف تعزيز ثقافة السلام من خلال الرياضة. احتل النادي المركز 11 بترتيب الدوري الأسباني في الموسم السابق.
في 8 يوليو 2011 أعلن نادي ملقة عن تمديد عقد مدربه التشيلي مانويل بيليغريني حتى 2015 وتمديد عقد المدرب المساعد والممرن البدني حتى 2013. في 13 يوليو 2011 أعلن النادي عن تعيين فرناندو هييرو مديرا عاما للنادي.
يستهل نادي ملقة الموسم الجديد من الدوري الأسباني الملحي بملاقاة برشلونة في 21 آب المقبل. في 26 يوليو تعاقد نادي ملقة مع لاعب الوسط الدولي الأسباني سانتي كازورلا من فياريال ب20 مليون يورو وهو رقم قياسي للنادي.

## التعاقدات

### الشراء
| المركز | اللاعب          | العمر | النادي السابق | المدة    | قيمة الصفقة     | المصدر                                                  |
| ------ | --------------- | ----- | ------------- | -------- | --------------- | ------------------------------------------------------- |
| وسط    | كازورلا         | 26    | فياريال       | غير معلن | 20 مليون يورو   | فيفا                                                    |
| مهاجم  | ايسكو           | 20    | فالنسيا       | عام      | 6 ملايين يورو   | الجزيرة الرياضية                                        |
| وسط    | خواكين          | 30    | فالنسيا       | 3 أعوام  | 4 ملايين يورو   | القبس                                                   |
| مدافع  | سيرجيو سانتشيز  | 25    | إشبيلية       | 3 أعوام  | 3 ملايين يورو   | القبس                                                   |
| مدافع  | ناتشو مونريال   | 25    | أوساسونا      | 5 أعوام  | 6 مليون يورو    | جول                                                     |
| وسط    | بونانوتي        | 23    | ريفر بليت     | 5 أعوام  | 5 ر4 مليون يورو | جول                                                     |
| وسط    | جيريمي تولالان  | 27    | ليون          | 4 أعوام  | 10 ملايين يورو  | الجزيرة الرياضية                                        |
| مدافع  | يوريس ماثيسين   | 31    | هامبورغ       | عامين    | غير معلن        | رويترز نسخة محفوظة 19 يونيو 2011 على موقع واي باك مشين. |
| مهاجم  | رود فان نستلروي | 35    | هامبورغ       | عام      | غير معلن        | الرياض نت                                               |

الخسائر: 53 مليون يورو ▼

## الاستعداد للموسم الجديد
| التاريخ       | المنافس         | النتيجة | سجل الأهداف                                       |
| ------------- | --------------- | ------- | ------------------------------------------------- |
| 20 يوليو 2011 | نادي الريان     | 6 - 1   | ديمكيلس وبونانوتي ونستلروي وتولالان وخواكين وتوني |
| 23 يوليو 2011 | خيريز           | 1 - 0   | صامول                                             |
| 27 يوليو 2011 | نادي أوتريخت    | 3 - 0   | نستلروي وبابتيستا ودودا                           |
| 29 يوليو 2011 | رودا ياي سي     | 2 - 1   | بابتيستا وبونانوتي                                |
| 27 يوليو 2011 | فينورد          | 2 - 0   | مونريال وكريس                                     |
| 5 أغسطس 2011  | سبورتينغ لشبونة | 3 - 1   | نستلروي وبابتيستا (2)                             |

## الدوري الأسباني
| 21-8-2011 | ملقا | الغيت | برشلونة |  |
|           |      |       |         |  |

| 28-8-2011 | إشبيلية | 2-1 | ملقا    |  |
|           |         |     | كازورلا |  |

| 12-9-2011 | ملقا                   | 4-0 | غرناطة |  |
|           | كازورلا (2) خواكين (2) |     |        |  |

| 17-9-2011 | ريال مايوركا | 0-1 | ملقا    |  |
|           |              |     | ديمكيلس |  |

| 21-9-2011 | ملقا    | 1-0 | أتلتيك بيلباو |  |
|           | كازورلا |     |               |  |

| 1-10-2011 | ملقا                          | 3-2 | خيتافي |  |
|           | فان نيستلروي ماريسكا بابتيستا |     |        |  |

| 16-10-2011 | ليفانتي | 3-0 | ملقا |  |
|            |         |     |      |  |

| 22-10-2011 | ملقا | 4-0 | ريال مدريد |  |
|            |      |     |            |  |

| 26-10-2011 | رايو فاليكانو | 2-0 | ملقا |  |
|            |               |     |      |  |